# Cao Mao
Dans ce nom, le nom de famille, Cao, précède le nom personnel.
Pour les articles homonymes, voir Cao.
Cao Mao (chinois : 曹髦 ; pinyin : cáo máo ; Wade : Ts'ao Mao), de son prénom social Yanshi (彦士, yànshì), né en 241 et mort en juin 260, est un roi chinois. Il est le fils de Cao Lin et le petit-fils de Cao Pi, et donc l'arrière petit-fils de Cao Cao. 
À la suite de l’abdication de Cao Fang, il est choisi comme successeur par Sima Shi et monte sur le trône en 254, devenant le quatrième empereur des Wei. Lorsque Sima Shi meurt, il transfère le titre de Régent-Maréchal ainsi que tous les pouvoirs à Sima Zhao. 
Il est contraint d’accompagner Sima Zhao lors de son expédition contre Zhuge Dan et plus tard, accompagné seulement de sa garde personnelle, il tente d’assassiner Sima Zhao. Cependant, sa tentative est totalement dérisoire et sous les ordres de Sima Zhao, transmis par Jia Chong, Cao Mao est tué par Cheng Ji lors d’un bref échange.
Après sa mort, il fut remplacé par Cao Huan, dernier empereur des Wei, en 260.